# Diego Nuño García
Diego Nuño García (Madrid, 3 de enero de 1968) es un diplomático español. Ejerce como embajador de España en Honduras, desde 2022.

## Biografía
Diego nació el 3 de enero de 1968, en la ciudad española de Madrid.
Tras realizar estudios, obtuvo la licenciatura en Derecho.

### Carrera diplomática
En el 2000, ingresó en la Escuela Diplomática.
Ha trabajado en tres ministerios: Ministerio de Asuntos Exteriores, Unión Europea y Cooperación como Subdirector General de Asuntos Migratorios;  Ministerio del Interior, como Subdirector de Asuntos Internacionales, Inmigración y Extranjería; Subdirector Adjunto de Relaciones Bilaterales con los Países de África Subsahariana; Subdirector General de Asuntos Multilaterales y Horizontales del África Subsahariana, y vocal asesor; y Ministerio de Justicia, asesor internacional del ministro (2012).
Los destinos en el extranjero le han llevado a: Orán como Cónsul General de España en Argelia (2001-2003), Bruselas como Secretario en la representación Permanente de España ante la OTAN y ante la Unión Europea; Ciudad de Guatemala, como secretario en la Embajada en Guatemala; y Bogotá, como consejero cultural en la Embajada en Colombia.
Fue nombrado embajador de España en Honduras (2022).